# Melito Irpino
Melito Irpino è un comune italiano di 1 763 abitanti della provincia di Avellino in Campania.

## Geografia fisica
Il centro antico, ormai definitivamente abbandonato, è attraversato dal fiume Ufita, tributario del Calore irpino.
Invece il moderno centro abitato, circondato da una pineta, è situato su un poggio dominante la stessa valle dell'Ufita.

## Storia

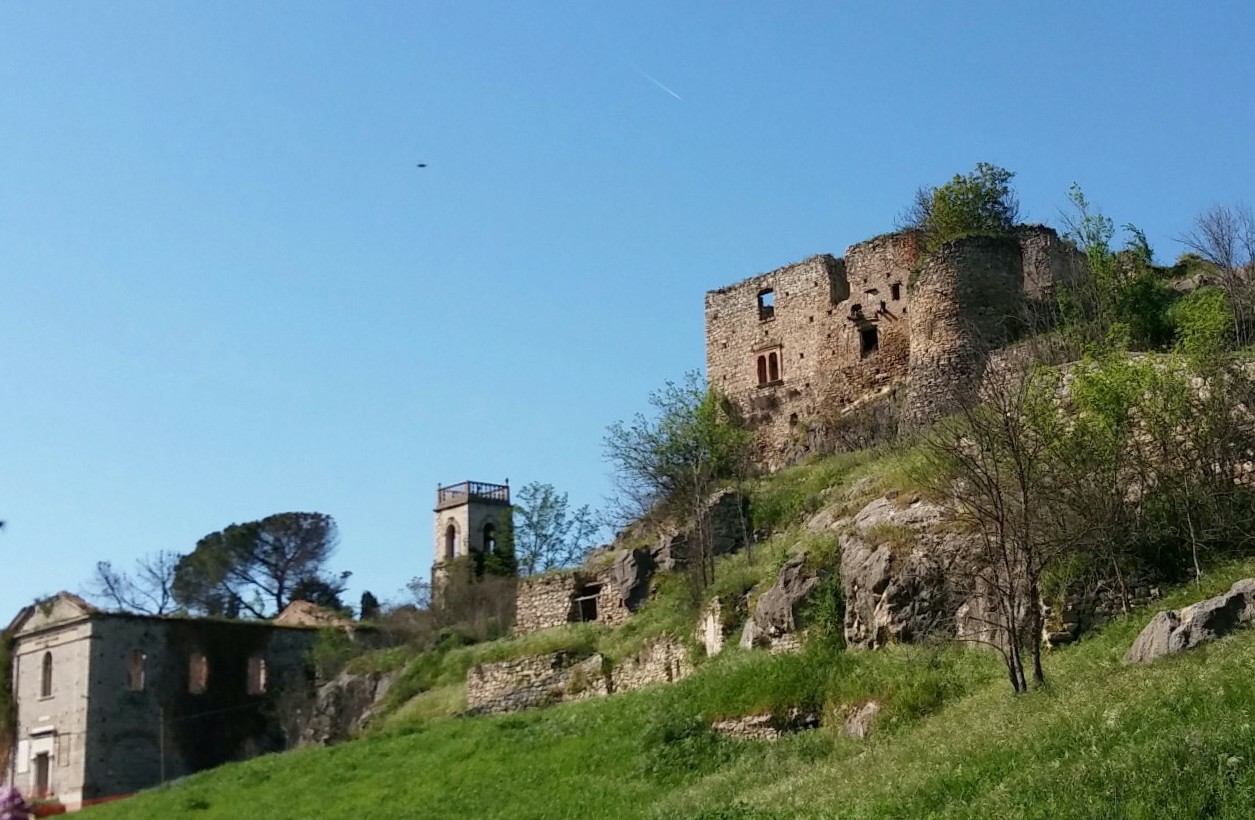
Vestigia del centro storico

### Origini
Antica è l'origine di Melito Irpino, le cui tracce più remote furono rinvenute alla fine del 1880, a circa un chilometro di distanza dal centro storico di Melito, in località Pezza; in tale area archeologica furono infatti trovati dei sepolcri di epoca romana disposti in file parallele, un esteso fabbricato adibito a luogo termale, un tempietto, una statuetta raffigurante un lupo che abbraccia un albero. Successivamente vi furono altri ritrovamenti: due case e un tempietto meglio conservato del primo, i resti di un acquedotto che affluiva in una vasca, nonché lapidi e frammenti di iscrizioni e di anfore, lucernarie, tegole, tubi di piombo con bollo sannitico e monete romane di epoca repubblicana e imperiale. Alcuni ipotizzano che potesse trattarsi della città sannitica di Meles; Tito Livio (libro XXIV, Cap X) scrisse che quest'ultima località fu distrutta dalle truppe di Claudio Marcello e Quinto Fabio al tempo della seconda guerra punica nel 215 A.C., a seguito della sconfitta dei 3000 soldati che Annibale aveva lasciato a presidio del luogo. Il cospicuo bottino di guerra fu concesso per intero ai legionari vincitori.

### Melito medievale
Incerta è l'origine del borgo medievale, che vide crescere Melito vecchia attorno a sé nel corso del tempo. Le fonti storiche relative al periodo in oggetto sono carenti. Il borgo medievale venne citato per la prima volta, come feudo intero, nel XII secolo, tra il 1142 e 1164, ai primi tempi della monarchia normanna. Al re erano dovuti il servizio di un milite e una rendita di venti once d'oro all'anno.
Successivamente, il territorio di Melito si trasmise per eredità (baronato dei De Forgia). Nel 1239 Federico II di Svevia affidò Melito a Landolfo d'Aquino di Grottaminarda; la baronia dei d'Aquino durò circa tre secoli. In seguito Melito fu soggetta ai conti di Gesualdo, ai conti di Ariano, ai Della Marra, ai Caracciolo e ai Pagano fino all'abolizione della feudalità (1784-1806). Nell'Ottocento, all'epoca del regno delle Due Sicilie, il comune fu aggregato amministrativamente al circondario di Grottaminarda nell'ambito del distretto di Ariano, all'interno della provincia di Principato Ultra.

### La fine di Melito vecchia
Dal 1862 al 1923 la denominazione del borgo fu Melito valle di Bonito e il comune fu aggregato amministrativamente al mandamento di Grottaminarda nell'ambito del circondario di Ariano di Puglia, all'interno della provincia di Avellino.
Osservando la planimetria di Melito vecchia si nota il tipico impianto urbano medioevale, col fitto intreccio di costruzioni, vicoli e scalinate che avvolgono il castello. Il centro del paese, piazza Vittoria, ove si ritrovava la popolazione dopo aver assistito alla messa, era separato dal fiume Ufita, valicabile tramite un ponticello (tuttora esistente), da una semplice schiera di case.
Dopo il terremoto dell'agosto 1962 il vecchio borgo si spopolò rapidamente e, a seguito del successivo terremoto del novembre 1980, esso fu interamente raso al suolo per apparenti ragioni di sicurezza; rimasero in piedi soltanto le più significative testimonianze della storia locale: il castello e la chiesa di Sant'Egidio, che costituiscono così gli unici elementi superstiti di una città fantasma. Anche il tracciato delle vecchie strade è andato perso, salvo i tratti già pavimentati con basalto e ciottoli.
La storia della vecchia Melito è stata comunque caratterizzata dal ricorrere di eventi drammatici, in aggiunta ai terremoti già citati e ad altri che si sono susseguiti nel tempo regolarmente (es. nel 1456, 1688, 1702 e 1930). Infatti si annoverano alluvioni, quale quella del 1949 che travolse il ponte di ferro e scardinò i mulini lungo il fiume, le frane ripetute, l'invasione delle cavallette nel 1634, le pestilenze del 1458, 1528, 1656-57.

#### Il trasferimento
In conseguenza dei gravissimi danni prodotti dal terremoto del 1962, danni solo parzialmente dovuti all’effetto diretto della scossa, ma imputabili in gran parte alle condizioni generali dell’edificato ed all’instabilità dei versanti, il Ministero dei Lavori Pubblici coinvolse, per il parere di competenza, il Servizio Geologico d’Italia per valutare la convenienza alla ricostruzione in sito od al trasferimento del centro. Il geologo incaricato, Dott. Alvaro Valdinucci, compì due sopralluoghi, nel mese di febbraio e nel mese di giugno 1963. Il funzionario del Servizio Geologico in seguito al sopralluogo effettuato nel mese di febbraio prospettò la possibilità di un trasferimento totale o parziale dell’abitato, ritenendo comunque non idonea dal punto di vista geologico l’area di spostamento suggerita dall’Amministrazione comunale, portavoce dell esigenze della cittadinanza. In conseguenza del secondo accertamento Valdinucci concluse invece che non era opportuno ricostruire l’abitato in loco, scartando di fatto la possibilità di una delocalizzazione parziale.
In base ai rapporti del Servizio Geologico il Consiglio Superiore dei Lavori Pubblici espresse, nel luglio 1963, il parere favorevole al trasferimento in Località “Le Starze-Quarto Civico”, un’area posta a circa 2 km ad est dal vecchio centro urbano. Lo spostamento in quest’area fu anche consigliato dall’Istituto di Geologia Applicata della Facoltà di Ingegneria di Napoli, incaricata  dal Ministero dei Lavori Pubblici di valutare i provvedimenti da adottare per la ricostruzione e rinascita dei comuni dell’area mesosimica. Il trasferimento del comune fu ratificato ufficialmente con Decreto del Ministero dei Lavori Pubblici del 21 Febbraio 1964. Il trasferimento totale dell’abitato, iniziato nel 1969 si concluse nella seconda metà degli anni Settanta del Novecento. Del vecchio centro abitato, che subì danni ingenti anche in conseguenza del sisma del 23 novembre 1980, rimangono ora solo poche tracce identi-ficabili nel castello ed in due chiese a causa di estese demolizioni di fabbricati effettuate per conto dell’Amministrazione comunale e terminate nel 1988.

### Simboli
Lo stemma e il gonfalone sono stati concessi con DPR del 28 gennaio 1958.
Il gonfalone è un drappo partito di bianco e di verde.

## Monumenti e luoghi d'interesse

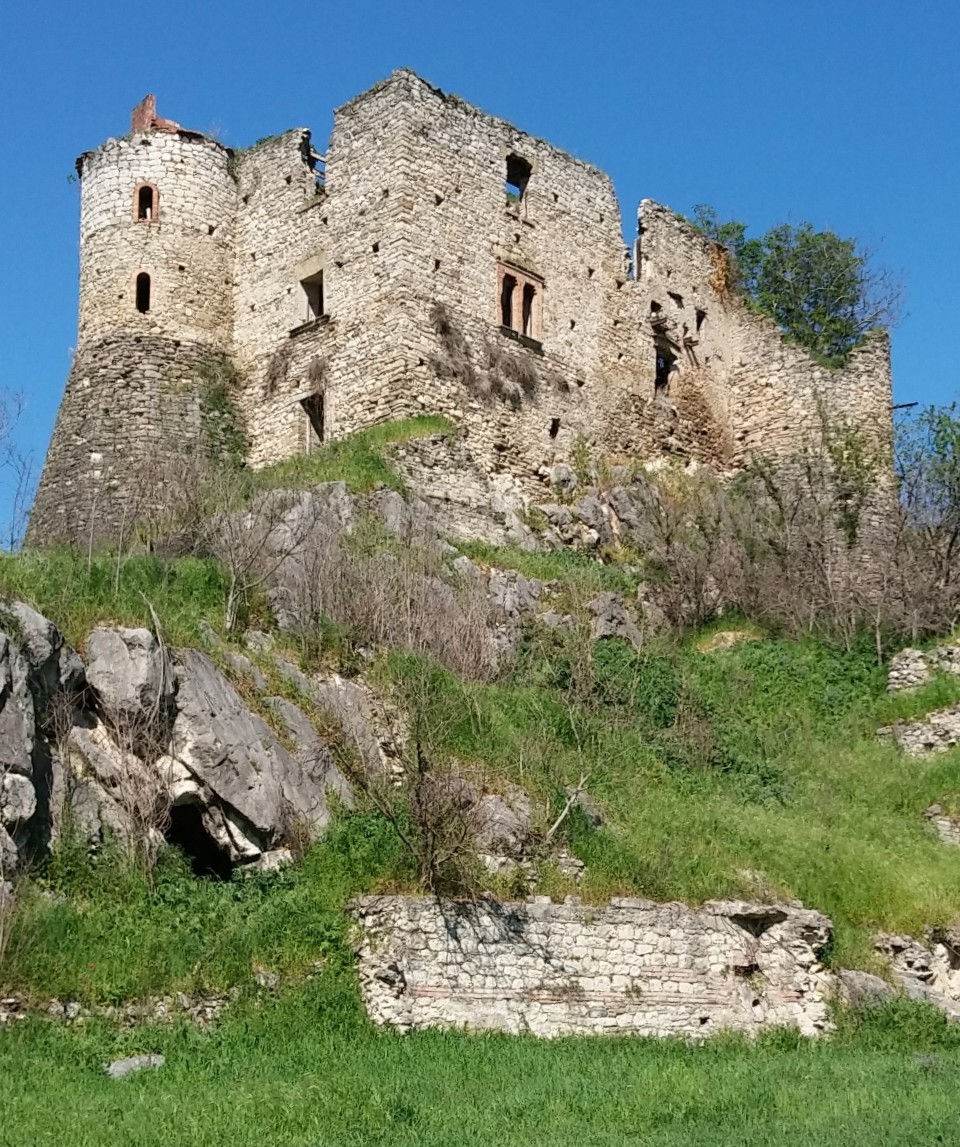
Il castello medievale

### Castello
Il centro storico (XI secolo) è dominato da un castello di fondazione normanno-sveva ma rifatto per volere della committenza nobiliare aragonese, unica costruzione storica (oltre ai ruderi della chiesa madre) superstite del borgo medievale di Melito.
Se incerta è l'origine del castello, già esistente al tempo della conquista normanna, ma il cui primo riferimento storico daterebbe 1062 o 1298, certa è la funzione strategica della struttura, che si erge senza fondazioni sulla roccia, su una piccola altura, che sovrasta la sottostante valle dell'Ufita.
La forma romboidale irregolare della costruzione, con un corpo centrale allungato e torri angolari circolari (una sola quadrata), indicherebbero un'origine longobarda. Tale orientamento, sarebbe altresì sorretto dalla creazione da parte dei Longobardi di una serie di fortificazioni nei punti militarmente strategici, quale era Melito, a protezione dalle invasioni dei Bizantini stanziati in Puglia.
Il castello, con una spessa muratura in pietrame, presenta diversi livelli a seconda del piano di fondazione. Era difeso da un fossato ormai scomparso, da mura e da un avancapo, detto il barbacane (la zona intorno al castello viene ancora oggi ricordata nel dialetto locale col nome di Varvacale). In prossimità del castello, a una cinquantina di metri, si ergevano le antiche porte di cui restano le grosse buche ove venivano issate barre di ferro o legno usate per sbarrarle. La presenza di cave a cielo aperto fa ritenere che per la costruzione del castello si utilizzò in prevalenza pietra locale, integrata da materiale alieno.
L'originalità della struttura è stata tuttavia fortemente compromessa da diversi eventi, quali la distruzione parziale per le lotte sul suo possesso, manomissioni intervenute nel corso del tempo (asportazioni di blocchi di rivestimento riutilizzati in alcune abitazioni del borgo), incendi (notevole quello del 1779), a seguito del quale si effettuarono delle riparazioni che fecero perdere al castello i suoi caratteri originari. Nel 1912 fu risistemato il lato occidentale del castello. Il colpo di grazia arrivò col terremoto del 1962, che lo rese pericolante, tanto che i vigili del fuoco furono costretti ad abbattere la parte più antica, l'unica torre quadrata e una torre circolare, alcune stanze inabitabili all'interno.
Nonostante conservi il suo fascino, il castello è ridotto a un imponente rudere, col tetto in più parti danneggiato, pericolante e con mura lesionate.

## Società

### Evoluzione demografica
Abitanti censiti

### Lingue e dialetti
Accanto alla lingua italiana, nel territorio comunale è in uso una varietà del dialetto irpino.

### Religione
Melito Irpino appartiene alla diocesi di Ariano Irpino-Lacedonia

## Infrastrutture e trasporti
Il comune è interessato dalla strada statale 90 delle Puglie che consente i collegamenti con Ariano Irpino e la stazione ferroviaria da un lato, e con Grottaminarda e il casello autostradale sull'A16 dall'altro.

## Amministrazione

### Altre informazioni amministrative
Melito Irpino fa parte dell'Unione dei comuni Terre dell’Ufita.
Fino al 2009 il comune apparteneva alla Comunità montana dell'Ufita.